# TKS-D
Der TKS-D war der Prototyp einer Selbstfahrlafette polnischer Bauart aus der Zeit vor dem Zweiten Weltkrieg.

## Entwicklung
Im Februar 1936 begann das Panzerwaffentechnische Forschungsbüro (polnisch: Biura Badań Technicznych Broni Pancernych, kurz: BBT Br.Panc.) mit der Entwicklung des Modells einer zweiten Selbstfahrlafette. Die Konstruktion des Fahrzeugs sollte den Beschuss vom Fahrzeug mit der Kanone ermöglichen. Das Fahrzeug war unter der Bezeichnung TKS-D, TK-SD oder T.K.S.D. bekannt. Die Entwicklung dieses Fahrzeuges war untypisch, da er im Gegensatz zum TKD in erster Linie als Artilleriezugmaschine für die Bofors 37-mm-PaK entwickelt wurde. Hierbei ging man davon aus, dass die Kanone, sobald sie von der Lafette abmontiert war, auf der Zugmaschine transportiert werden konnte. Dabei konnte das Fahrzeug einen Anhänger ziehen und bei Bedarf auch vom Fahrzeug aus feuern. Die Konstruktion des neuen Fahrzeugs basierte auf dem Fahrgestell eines Artillerieschleppers C2P, welcher von einem modifizierten TKS abgeleitet wurde. Aus diesem Grund erhielt das Fahrzeug auch die Namen czołgowa laweta działka piechoty Bofors 37 mm (deutsch: Bofors 37 mm Infanteriekanonen-Panzerwagen) oder ciągnik C2P-panc. z armatą 37 mm (deutsch: C2P-Zugmaschine mit 37-mm-Kanone). Der TKS-D war somit einer der ersten vollwertigen Panzerjäger der Welt.
Die Konstruktionsarbeiten wurden von einem Team unter der Leitung von Ingenieur Jan Łapuszewski und dem Technologen H. Lipko unter der Leitung von Major Rudolf Gundlach durchgeführt. Ausschlaggebend für die Arbeiten am TKS-D war ein Schreiben des Panzerwaffenkommando vom 1. Februar 1936. Im Mai 1937 wurde bereits das erste TKS-D-Fahrzeug fertiggestellt. Verwendet wurde hierbei der zweite Prototyp eines C2P-Schleppers mit der Fahrgestellnummer 8897. Beim Umbau zum TKS-D baute man neue seitliche Kupplungen ein. Laut älteren Veröffentlichungen wurde noch ein zweiter Prototyp auf Basis eines TKS-B mit der Fahrgestellnummer 1510 und neuem Fahrwerk gebaut. Laut J. Korbal deuten die Unterlagen jedoch darauf hin, dass er zu einem späteren Zeitpunkt aus einem Umbau des ersten Prototyps der C2P-Zugmaschine Nr. 8898 „Tiger“ stammte.

## Produktion
Im Mai 1937 wurde ein erster Prototyp fertiggestellt. Ein zweiter Prototyp aus einem Umbau wurde später fertig gestellt. Eine Serienproduktion fand nicht statt, obwohl die beiden Prototypen deutlich günstiger waren als die Konstruktion des PZInż. 160.

## Technische Beschreibung
Im Gegensatz zur Tankette TKS hatte der TKS-D ein größeres Spannrad am Heck. Dieses bot eine verbesserte Traktionseigenschaft als die kleinen Spannräder beim TKS. Zeitgleich diente es als letztes Stützrad. Die Aufhängung bestand aus zwei zweirädrigen Drehgestellen auf jeder Seite, die durch Blattfedern gefedert wurden. Angetrieben wurden die Fahrzeuge durch einen wassergekühlten polnischen Fiat-122B-Motor mit sechs Zylindern. Der Motor leistete 46 PS bei 2600/min und hatte einen Hubraum von 2952 cm³. Das Getriebe hatte vier Vorwärtsgänge und einen Rückwärtsgang.
Der erste Prototyp des TKS-D hatte einen relativ langen und niedrigen Rumpf, der größtenteils von einem freiliegenden Kampfraum eingenommen wurde. Da sich das Geschützvisier und die Führungsmechanismen auf der linken Seite befanden, wurden der Fahrerplatz und der Motorkühler im hinteren Teil des Fahrzeugs auf die rechte Seite der Wanne verlegt. Auf der linken Seite saß der Richtschütze und hinter ihm der Ladeschütze und der Munitionsmann. Der zweite Prototyp hatte eine geschweißte Wanne mit höheren Seitenwänden. Diese reichten bis zur Höhe des Kanonenschilds und oben fielen dann nach innen ab. Die Panzerung bei beiden Fahrzeugen betrug 4–6 mm. Sie bestand aus geschweißten und gewalzten Blechen. Allerdings verdeckten die Seitenwände die Besatzung nicht komplett. Der Motor war in Längsrichtung im hinteren Teil des Fahrzeugs verbaut. Vor dem Motor lag das Getriebe. Um vor der Witterung geschützt zu sein, konnte eine Plane über dem Kampfraum angebracht werden.
Die Bewaffnung bestand aus einer 37 mm wz. 36 Bofors Panzerabwehrkanone, welche an der Vorderseite des Fahrzeugs montiert war. Der Abschusswinkel in der horizontalen Ebene betrug 24° und in der vertikalen Ebene −9° – +13°. Auf dem Fahrzeug selber konnten 68 Patronen mitgeführt werden. Für den weiteren Munitionstransport des TKS-D wurde 1937 ein zweirädriger, nicht gepanzerter Anhänger entwickelt. Dieser konnte 120 Granaten (24 Kisten zu je fünf Granaten) auf Rädern transportieren, die vom Polski Fiat 508 III übernommen wurden. Der TKS-D war in der Lage, den Munitionsanhänger und den daran angehängten Kanonenanhänger zu ziehen. Fotos von Manövern im Jahr 1938 zeigen jedoch bereits Fahrzeuge ohne Anhänger. In einigen Veröffentlichungen wird angegeben, dass der Munitionsvorrat im Anhänger 80 Granaten (16 Kisten) betrug, aber hier liegt wahrscheinlich eine Verwechslung mit dem gepanzerten Anhänger vor. Dieser wurde im Dezember 1936 gebaut, um die drei Mitglieder der Geschützbedienung zu befördern.

## Einsatz
In den Jahren 1937 und 1938 wurden beide TKS-D im Panzerwaffenausbildungszentrum in Modlin getestet. 1938 wurden die beiden Fahrzeuge mit einem TKD-Zug der Aufklärungsstaffel der 10. Kavalleriebrigade (motorisiert) zugeteilt. Im September 1938 nahmen die zwei TKS-D an Manövern teil. Nachdem die Übungen abgeschlossen waren, wurden die zwei TKS-D bei der Besetzung von Zaolizie in der Tschechoslowakei eingesetzt. Während des Besuchs der rumänischen Delegation in Polen vom 26. bis 30. Juni 1939 paradierte eine TKS-D vor dem polnischen Präsidenten Ignacy Mościcki, dem rumänischen König Karl. II und dem Thronfolger Prinz Michael.
Als Teil der Aufklärungsstaffel der 10. Kavalleriebrigade nahmen die zwei hergestellten Prototypen an den Schlachten während des Angriffskrieges der Wehrmacht teil. Dies wird durch Berichte von Offizieren der Aufklärungsstaffel der 10. Kavalleriebrigade bestätigt. Daraus geht hervor, dass diese Fahrzeuge im Rahmen des Panzerabwehrzuges dieser Staffel kämpften.

## Verbleib
Eine TKS-D wurde am Morgen des 5. September 1939 bei den Kämpfen in Skrzydlna zerstört, die zweite am 9. September 1939 bei Albigowa.